# 中川清人
中川 清人（なかがわ きよと）は、ジャパンアクションクラブに所属した元スーツアクター、俳優。1990年代前半のスーパー戦隊シリーズで女形を担当していた。
2008年5月に行われた戦隊イベントで久々に公の場に姿を見せ、当時の裏話を語った。

## 出演作品

### テレビドラマ
- 世にも奇妙な物語 冬の特別編（1995年）スタント

### 特撮
- 世界忍者戦ジライヤ（1988年 - 1989年）コマンド（33、34話）
- 鳥人戦隊ジェットマン（1991年 - 1992年）グリナム兵[1]
- 恐竜戦隊ジュウレンジャー（1992年 - 1993年）プテラレンジャー[2]
- 五星戦隊ダイレンジャー（1993年 - 1994年）
- 忍者戦隊カクレンジャー（1994年 - 1995年）
- 超力戦隊オーレンジャー（1995年 - 1996年）オーイエロー[2]

### 映画
- 仮面ライダーZO（1993年）コウモリ男[3]
- 劇場版 五星戦隊ダイレンジャー（1993年）
- 劇場版 忍者戦隊カクレンジャー（1994年）
- スーパー戦隊ワールド（1994年）
- 劇場版 超力戦隊オーレンジャー（1995年）

### Vシネマ
- 女バトルコップ（1990年）
- 超力戦隊オーレンジャー オーレVSカクレンジャー（1996年）
- 激走戦隊カーレンジャーVSオーレンジャー（1997年）

### 後楽園遊園地ヒーローショー
- 鳥人戦隊ジェットマン（1991年）ブルースワロー
- 五星戦隊ダイレンジャー（1993年）ホウオウレンジャー、テンマレンジャー